# Гент (Миннесота)
Гент (англ. Ghent) — город в округе Лайон, штат Миннесота, США. На площади 0,7 км² (0,7 км² — суша, водоёмов нет), согласно переписи 2002 года, проживают 315 человек. Плотность населения составляет 452,9 чел./км².
- Телефонный код города — 507
- Почтовый индекс — 56239
- FIPS-код города — 27-23660[1]
- GNIS-идентификатор — 0644113[2]